# Stagno di Funtana Noa
Lo stagno di Funtana Noa  è una zona umida situata in prossimità della costa occidentale della Sardegna, all'altezza del golfo di Oristano. Appartiene amministrativamente al comune di Riola Sardo.

Lo stagno ricade all'interno delle aree SIC (ITB030036) e ZPS (ITB034008) che condivide con gli stagni di Cabras, Piscaredda, Mari 'e Sali, Pauli 'e Sali, Pauli Ludosu, Pauli Istai, Pauli Cuccuru Sperrau, Pauli Corremilis, Pauli Civas e Pauli Trottas.